# Apiru
Die Apiru (ugaritisch ˁapiru; babylonisch Ḫabiru, Chabiru; altägyptisch Aper(u)) sind eine aus verschiedenen altorientalischen Quellen bekannte Menschengruppe im Gebiet der Levante um 1200 v. Chr.

## Etymologie
Die Etymologie ist nicht sicher geklärt. Das als Grundlage dienende akkadische Verb ḫpr bezeichnete Personen, die zu einem Apiru werden und meinte damit flüchtige Schuldner oder Sklaven. Aus dieser Form entwickelte sich die babylonische Form Ḫabiru. Die möglichen Bedeutungen überqueren, plündern, staubig sind ohne Beleg und stellen daher Vermutungen dar.
Ähnliche babylonische Bezeichnungen šaggāšum, SA.GAZ, ḫabbâtum stehen möglicherweise mit dem amurritischen Apiru in Verbindung, das sich wohl auf Räuber, Wegelagerer sowie Heimatlose bezieht und vielleicht im weiteren Sinn Gesetzlose oder Rechtlose meint.
Für Altägypten liegen verschiedene Namensbedeutungen vor. Der Begriff ˁpr(w) konnte für Schiffsmannschaft, Kompanie, Winzer und Traubenkelterer angewendet werden; in der Erweiterung ˁpr(w)-sẖ3w auch für die Arbeitermannschaft der Pylen, die möglicherweise 200 Mann umfasste.

## Bedeutung
Die Apiru werden oft mit den Hebräern des Tanach in Verbindung gebracht und sind möglicherweise eine von mehreren sozialen oder ethnischen Gruppierungen, aus denen sich während der sogenannten Landnahmezeit das Volk Israel herausbildete.
Die Apiru sind jedoch dezidiert in sozialen Kategorien zu verstehen. So erscheinen sie gerade in den Amarna-Briefen als Banden, die die Gesellschaft der damaligen Stadtstaaten durch Überfälle und Schutzgelderpressungen verunsicherten oder sich als Söldner wechselnder Stadtstaaten verdingten. Sie setzten sich aus von der Gesellschaft auf Grund von Verschuldung, Verbrechen oder familiärer Probleme verstoßener Männer zusammen. Durch ihren Beitrag zur allgemeinen Verunsicherung im Gebiet der Levante um 1200 v. Chr. waren sie ein wichtiger Faktor für die folgende bis zum 1. Jahrtausend andauernde Deurbanisierung (Zusammenbruch der Bronzezeit).

Gebiete mit Hapiru-Aktivitäten (Hapiru, Khabiri, Apiru), wie sie im Corpus der Amarna-Briefe (LBIIA) verzeichnet sind